# Famille des comètes de Halley
La famille des comètes de Halley (en anglais HTC, pour Halley-Type Comets) regroupe les comètes périodiques qui ont des périodes comprises entre 20 et 200 ans, à l'instar de leur inspiratrice 1P/Halley dont la période est de 76 ans.

## Caractéristiques
Avec une période orbitale comprise entre 20 et 200 ans, elles apparaissent souvent une ou deux fois au cours d'une vie humaine. La majorité provient de la zone située entre les orbites de Saturne et de Neptune. En raison de la nature de leurs orbites, celles-ci peuvent être perturbées par les planètes géantes et envoyées vers des orbites très éloignées du Soleil pour se libérer de son influence et ne plus dégazer, et vice versa. Les planètes mineures évoluant sur des orbites similaires à celles des comètes de type Halley et qui ne s'approchent jamais assez du Soleil pour dégazer sont appelées centaures. 
Leur orbite n'est pas seulement cantonnée au plan de l'écliptique, et elles peuvent provenir de n'importe quel point de l'espace. La source de ces comètes est possiblement le nuage de Oort.
Les comètes de la famille de Halley sont nommées d'après le premier membre de cette famille, et la première comète périodique découverte, la comète de Halley, qui orbite autour du Soleil en environ 76 ans, et s'éloigne jusqu'à l'orbite de Neptune.

## Exemples
- Comète de Halley
- 23P/Brorsen-Metcalf
- 38P/Stephan-Oterma
- 55P/Tempel-Tuttle
- 109P/Swift-Tuttle